# ژولی خالدار
ژولی خالدار یا ژولی مارلی‌یر (نام علمی: Julidochromis marlieri) گونه‌ای سیچلاید و بومی دریاچه تانگانیکاست که تنها در بخش شمال‌غربی دریاچه شناخته شده است. ژولی مارلی‌یر سواحل صخره‌ای عمیق را ترجیح می‌دهد. در تجارت آکواریوم، با نام‌های ژولی خالدار یا ژولی شطرنجی نیز شناخته می‌شود. طول این گونه به ۱۵ سانتیمتر (۵٫۹ اینچ) TL می‌رسد. جنس ماده بالغ بزرگ‌تر از نرهای بالغ است.